# Deep Creek Hot Springs
 (août 2025).
Si vous disposez d'ouvrages ou d'articles de référence ou si vous connaissez des sites web de qualité traitant du thème abordé ici, merci de compléter l'article en donnant les références utiles à sa vérifiabilité et en les liant à la section « Notes et références ».
 (novembre 2022).
Pour les articles homonymes, voir Deep Creek.
Les Deep Creek Hot Springs sont une source chaude du comté de San Bernardino, en Californie, dans l'ouest des États-Unis. Situées dans la forêt nationale de San Bernardino, elles sont accessibles par le Pacific Crest Trail.